# Geissorhiza purpurascens
Geissorhiza purpurascens är en irisväxtart som beskrevs av Peter Goldblatt. Geissorhiza purpurascens ingår i släktet Geissorhiza och familjen irisväxter. Inga underarter finns listade i Catalogue of Life.